# Ортикбоев, Ясурбек
Ясурбек Ортикбоев (узб. Jasurbek Ortiqboyev, род.1997) — узбекский борец греко-римского стиля, бронзовый призёр чемпионата мира 2022 года, призёр чемпионатов Азии.

## Биография
Родился в 1997 году. В 2020 году он завоевал серебряную медаль в весовой категории до 55 кг на чемпионате Азии по борьбе, проходившем в Нью-Дели. В 2021 году он завоевал золотую медаль в весовой категории 55 кг на открытом чемпионате Grand Prix Zagreb Open, проходившем в Загребе.
На чемпионате Азии по борьбе 2022 года, проходившем в Улан-Баторе, узбекский спортсмен завоевал бронзовую медаль. На Играх исламской солидарности 2021 года, проходивших в Конье, в Турции, он завоевал серебряную медаль.
На чемпионате мира 2022 года, который состоялся в Белграде, в категории до 55 кг, завоевал бронзовую медаль.